# Världsmästerskapet i schack 1892
Världsmästerskapet i schack 1892 var en titelmatch mellan den regerande världsmästaren Wilhelm Steinitz och utmanaren Michail Tjigorin. Den spelades i Havanna mellan den 1 januari och 28 februari 1892, och slutade med att Steinitz behöll världsmästartiteln.
Steinitz, som var 55 år gammal, försvarade sin titel för tredje gången och precis som 1889 var det på Kuba mot Tjigorin, den siste av de gamla romantiska spelarna.
Det blev en jämn match. Efter de planerade 20 partierna var det oavgjort med 8 vunna partier vardera. Man fortsatte då till en spelare vunnit 10 partier och efter grova fel av Tjigorin i de 22:a och 23:e partierna vann Steinitz matchen.

## Regler
Matchen spelades som bäst av 20 partier eller först till 10 vunna partier. Om det var oavgjort efter 20 partier så fortsatte spelet tills en spelare hade vunnit 10 partier. Om båda spelarna nådde 9 vunna partier slutade matchen oavgjort och världsmästaren behöll titeln.

## Resultat
| Namn             | Parti | Parti | Parti | Parti | Parti | Parti | Parti | Parti | Parti | Parti | Parti | Parti | Parti | Parti | Parti | Parti | Parti | Parti | Parti | Parti | Parti | Parti | Parti | Poäng |
| Namn             | 1     | 2     | 3     | 4     | 5     | 6     | 7     | 8     | 9     | 10    | 11    | 12    | 13    | 14    | 15    | 16    | 17    | 18    | 19    | 20    | 21    | 22    | 23    | Poäng |
| ---------------- | ----- | ----- | ----- | ----- | ----- | ----- | ----- | ----- | ----- | ----- | ----- | ----- | ----- | ----- | ----- | ----- | ----- | ----- | ----- | ----- | ----- | ----- | ----- | ----- |
| Wilhelm Steinitz | 0     | ½     | ½     | 1     | ½     | 1     | 0     | 0     | ½     | 0     | 1     | 0     | 1     | 1     | 0     | 1     | 0     | 1     | 0     | 1     | ½     | 1     | 1     | 12½   |
| Michail Tjigorin | 1     | ½     | ½     | 0     | ½     | 0     | 1     | 1     | ½     | 1     | 0     | 1     | 0     | 0     | 1     | 0     | 1     | 0     | 1     | 0     | ½     | 0     | 0     | 10½   |

## Partier
|   | a | b | c | d | e | f | g | h |   |
| 8 | e8 svart torn · f8 svart torn · h8 svart kung · b7 svart bonde · c7 svart bonde · d7 svart löpare · h7 svart bonde · c6 svart drottning · g6 svart bonde · a5 svart bonde · d4 svart springare · b3 vit löpare · c3 vit bonde · e3 vit löpare · a2 vit bonde · b2 vit bonde · f2 vit bonde · g2 vit bonde · c1 vit kung · f1 vit drottning · h1 vit torn | e8 svart torn · f8 svart torn · h8 svart kung · b7 svart bonde · c7 svart bonde · d7 svart löpare · h7 svart bonde · c6 svart drottning · g6 svart bonde · a5 svart bonde · d4 svart springare · b3 vit löpare · c3 vit bonde · e3 vit löpare · a2 vit bonde · b2 vit bonde · f2 vit bonde · g2 vit bonde · c1 vit kung · f1 vit drottning · h1 vit torn | e8 svart torn · f8 svart torn · h8 svart kung · b7 svart bonde · c7 svart bonde · d7 svart löpare · h7 svart bonde · c6 svart drottning · g6 svart bonde · a5 svart bonde · d4 svart springare · b3 vit löpare · c3 vit bonde · e3 vit löpare · a2 vit bonde · b2 vit bonde · f2 vit bonde · g2 vit bonde · c1 vit kung · f1 vit drottning · h1 vit torn | e8 svart torn · f8 svart torn · h8 svart kung · b7 svart bonde · c7 svart bonde · d7 svart löpare · h7 svart bonde · c6 svart drottning · g6 svart bonde · a5 svart bonde · d4 svart springare · b3 vit löpare · c3 vit bonde · e3 vit löpare · a2 vit bonde · b2 vit bonde · f2 vit bonde · g2 vit bonde · c1 vit kung · f1 vit drottning · h1 vit torn | e8 svart torn · f8 svart torn · h8 svart kung · b7 svart bonde · c7 svart bonde · d7 svart löpare · h7 svart bonde · c6 svart drottning · g6 svart bonde · a5 svart bonde · d4 svart springare · b3 vit löpare · c3 vit bonde · e3 vit löpare · a2 vit bonde · b2 vit bonde · f2 vit bonde · g2 vit bonde · c1 vit kung · f1 vit drottning · h1 vit torn | e8 svart torn · f8 svart torn · h8 svart kung · b7 svart bonde · c7 svart bonde · d7 svart löpare · h7 svart bonde · c6 svart drottning · g6 svart bonde · a5 svart bonde · d4 svart springare · b3 vit löpare · c3 vit bonde · e3 vit löpare · a2 vit bonde · b2 vit bonde · f2 vit bonde · g2 vit bonde · c1 vit kung · f1 vit drottning · h1 vit torn | e8 svart torn · f8 svart torn · h8 svart kung · b7 svart bonde · c7 svart bonde · d7 svart löpare · h7 svart bonde · c6 svart drottning · g6 svart bonde · a5 svart bonde · d4 svart springare · b3 vit löpare · c3 vit bonde · e3 vit löpare · a2 vit bonde · b2 vit bonde · f2 vit bonde · g2 vit bonde · c1 vit kung · f1 vit drottning · h1 vit torn | e8 svart torn · f8 svart torn · h8 svart kung · b7 svart bonde · c7 svart bonde · d7 svart löpare · h7 svart bonde · c6 svart drottning · g6 svart bonde · a5 svart bonde · d4 svart springare · b3 vit löpare · c3 vit bonde · e3 vit löpare · a2 vit bonde · b2 vit bonde · f2 vit bonde · g2 vit bonde · c1 vit kung · f1 vit drottning · h1 vit torn | 8 |
| 7 | e8 svart torn · f8 svart torn · h8 svart kung · b7 svart bonde · c7 svart bonde · d7 svart löpare · h7 svart bonde · c6 svart drottning · g6 svart bonde · a5 svart bonde · d4 svart springare · b3 vit löpare · c3 vit bonde · e3 vit löpare · a2 vit bonde · b2 vit bonde · f2 vit bonde · g2 vit bonde · c1 vit kung · f1 vit drottning · h1 vit torn | e8 svart torn · f8 svart torn · h8 svart kung · b7 svart bonde · c7 svart bonde · d7 svart löpare · h7 svart bonde · c6 svart drottning · g6 svart bonde · a5 svart bonde · d4 svart springare · b3 vit löpare · c3 vit bonde · e3 vit löpare · a2 vit bonde · b2 vit bonde · f2 vit bonde · g2 vit bonde · c1 vit kung · f1 vit drottning · h1 vit torn | e8 svart torn · f8 svart torn · h8 svart kung · b7 svart bonde · c7 svart bonde · d7 svart löpare · h7 svart bonde · c6 svart drottning · g6 svart bonde · a5 svart bonde · d4 svart springare · b3 vit löpare · c3 vit bonde · e3 vit löpare · a2 vit bonde · b2 vit bonde · f2 vit bonde · g2 vit bonde · c1 vit kung · f1 vit drottning · h1 vit torn | e8 svart torn · f8 svart torn · h8 svart kung · b7 svart bonde · c7 svart bonde · d7 svart löpare · h7 svart bonde · c6 svart drottning · g6 svart bonde · a5 svart bonde · d4 svart springare · b3 vit löpare · c3 vit bonde · e3 vit löpare · a2 vit bonde · b2 vit bonde · f2 vit bonde · g2 vit bonde · c1 vit kung · f1 vit drottning · h1 vit torn | e8 svart torn · f8 svart torn · h8 svart kung · b7 svart bonde · c7 svart bonde · d7 svart löpare · h7 svart bonde · c6 svart drottning · g6 svart bonde · a5 svart bonde · d4 svart springare · b3 vit löpare · c3 vit bonde · e3 vit löpare · a2 vit bonde · b2 vit bonde · f2 vit bonde · g2 vit bonde · c1 vit kung · f1 vit drottning · h1 vit torn | e8 svart torn · f8 svart torn · h8 svart kung · b7 svart bonde · c7 svart bonde · d7 svart löpare · h7 svart bonde · c6 svart drottning · g6 svart bonde · a5 svart bonde · d4 svart springare · b3 vit löpare · c3 vit bonde · e3 vit löpare · a2 vit bonde · b2 vit bonde · f2 vit bonde · g2 vit bonde · c1 vit kung · f1 vit drottning · h1 vit torn | e8 svart torn · f8 svart torn · h8 svart kung · b7 svart bonde · c7 svart bonde · d7 svart löpare · h7 svart bonde · c6 svart drottning · g6 svart bonde · a5 svart bonde · d4 svart springare · b3 vit löpare · c3 vit bonde · e3 vit löpare · a2 vit bonde · b2 vit bonde · f2 vit bonde · g2 vit bonde · c1 vit kung · f1 vit drottning · h1 vit torn | e8 svart torn · f8 svart torn · h8 svart kung · b7 svart bonde · c7 svart bonde · d7 svart löpare · h7 svart bonde · c6 svart drottning · g6 svart bonde · a5 svart bonde · d4 svart springare · b3 vit löpare · c3 vit bonde · e3 vit löpare · a2 vit bonde · b2 vit bonde · f2 vit bonde · g2 vit bonde · c1 vit kung · f1 vit drottning · h1 vit torn | 7 |
| 6 | e8 svart torn · f8 svart torn · h8 svart kung · b7 svart bonde · c7 svart bonde · d7 svart löpare · h7 svart bonde · c6 svart drottning · g6 svart bonde · a5 svart bonde · d4 svart springare · b3 vit löpare · c3 vit bonde · e3 vit löpare · a2 vit bonde · b2 vit bonde · f2 vit bonde · g2 vit bonde · c1 vit kung · f1 vit drottning · h1 vit torn | e8 svart torn · f8 svart torn · h8 svart kung · b7 svart bonde · c7 svart bonde · d7 svart löpare · h7 svart bonde · c6 svart drottning · g6 svart bonde · a5 svart bonde · d4 svart springare · b3 vit löpare · c3 vit bonde · e3 vit löpare · a2 vit bonde · b2 vit bonde · f2 vit bonde · g2 vit bonde · c1 vit kung · f1 vit drottning · h1 vit torn | e8 svart torn · f8 svart torn · h8 svart kung · b7 svart bonde · c7 svart bonde · d7 svart löpare · h7 svart bonde · c6 svart drottning · g6 svart bonde · a5 svart bonde · d4 svart springare · b3 vit löpare · c3 vit bonde · e3 vit löpare · a2 vit bonde · b2 vit bonde · f2 vit bonde · g2 vit bonde · c1 vit kung · f1 vit drottning · h1 vit torn | e8 svart torn · f8 svart torn · h8 svart kung · b7 svart bonde · c7 svart bonde · d7 svart löpare · h7 svart bonde · c6 svart drottning · g6 svart bonde · a5 svart bonde · d4 svart springare · b3 vit löpare · c3 vit bonde · e3 vit löpare · a2 vit bonde · b2 vit bonde · f2 vit bonde · g2 vit bonde · c1 vit kung · f1 vit drottning · h1 vit torn | e8 svart torn · f8 svart torn · h8 svart kung · b7 svart bonde · c7 svart bonde · d7 svart löpare · h7 svart bonde · c6 svart drottning · g6 svart bonde · a5 svart bonde · d4 svart springare · b3 vit löpare · c3 vit bonde · e3 vit löpare · a2 vit bonde · b2 vit bonde · f2 vit bonde · g2 vit bonde · c1 vit kung · f1 vit drottning · h1 vit torn | e8 svart torn · f8 svart torn · h8 svart kung · b7 svart bonde · c7 svart bonde · d7 svart löpare · h7 svart bonde · c6 svart drottning · g6 svart bonde · a5 svart bonde · d4 svart springare · b3 vit löpare · c3 vit bonde · e3 vit löpare · a2 vit bonde · b2 vit bonde · f2 vit bonde · g2 vit bonde · c1 vit kung · f1 vit drottning · h1 vit torn | e8 svart torn · f8 svart torn · h8 svart kung · b7 svart bonde · c7 svart bonde · d7 svart löpare · h7 svart bonde · c6 svart drottning · g6 svart bonde · a5 svart bonde · d4 svart springare · b3 vit löpare · c3 vit bonde · e3 vit löpare · a2 vit bonde · b2 vit bonde · f2 vit bonde · g2 vit bonde · c1 vit kung · f1 vit drottning · h1 vit torn | e8 svart torn · f8 svart torn · h8 svart kung · b7 svart bonde · c7 svart bonde · d7 svart löpare · h7 svart bonde · c6 svart drottning · g6 svart bonde · a5 svart bonde · d4 svart springare · b3 vit löpare · c3 vit bonde · e3 vit löpare · a2 vit bonde · b2 vit bonde · f2 vit bonde · g2 vit bonde · c1 vit kung · f1 vit drottning · h1 vit torn | 6 |
| 5 | e8 svart torn · f8 svart torn · h8 svart kung · b7 svart bonde · c7 svart bonde · d7 svart löpare · h7 svart bonde · c6 svart drottning · g6 svart bonde · a5 svart bonde · d4 svart springare · b3 vit löpare · c3 vit bonde · e3 vit löpare · a2 vit bonde · b2 vit bonde · f2 vit bonde · g2 vit bonde · c1 vit kung · f1 vit drottning · h1 vit torn | e8 svart torn · f8 svart torn · h8 svart kung · b7 svart bonde · c7 svart bonde · d7 svart löpare · h7 svart bonde · c6 svart drottning · g6 svart bonde · a5 svart bonde · d4 svart springare · b3 vit löpare · c3 vit bonde · e3 vit löpare · a2 vit bonde · b2 vit bonde · f2 vit bonde · g2 vit bonde · c1 vit kung · f1 vit drottning · h1 vit torn | e8 svart torn · f8 svart torn · h8 svart kung · b7 svart bonde · c7 svart bonde · d7 svart löpare · h7 svart bonde · c6 svart drottning · g6 svart bonde · a5 svart bonde · d4 svart springare · b3 vit löpare · c3 vit bonde · e3 vit löpare · a2 vit bonde · b2 vit bonde · f2 vit bonde · g2 vit bonde · c1 vit kung · f1 vit drottning · h1 vit torn | e8 svart torn · f8 svart torn · h8 svart kung · b7 svart bonde · c7 svart bonde · d7 svart löpare · h7 svart bonde · c6 svart drottning · g6 svart bonde · a5 svart bonde · d4 svart springare · b3 vit löpare · c3 vit bonde · e3 vit löpare · a2 vit bonde · b2 vit bonde · f2 vit bonde · g2 vit bonde · c1 vit kung · f1 vit drottning · h1 vit torn | e8 svart torn · f8 svart torn · h8 svart kung · b7 svart bonde · c7 svart bonde · d7 svart löpare · h7 svart bonde · c6 svart drottning · g6 svart bonde · a5 svart bonde · d4 svart springare · b3 vit löpare · c3 vit bonde · e3 vit löpare · a2 vit bonde · b2 vit bonde · f2 vit bonde · g2 vit bonde · c1 vit kung · f1 vit drottning · h1 vit torn | e8 svart torn · f8 svart torn · h8 svart kung · b7 svart bonde · c7 svart bonde · d7 svart löpare · h7 svart bonde · c6 svart drottning · g6 svart bonde · a5 svart bonde · d4 svart springare · b3 vit löpare · c3 vit bonde · e3 vit löpare · a2 vit bonde · b2 vit bonde · f2 vit bonde · g2 vit bonde · c1 vit kung · f1 vit drottning · h1 vit torn | e8 svart torn · f8 svart torn · h8 svart kung · b7 svart bonde · c7 svart bonde · d7 svart löpare · h7 svart bonde · c6 svart drottning · g6 svart bonde · a5 svart bonde · d4 svart springare · b3 vit löpare · c3 vit bonde · e3 vit löpare · a2 vit bonde · b2 vit bonde · f2 vit bonde · g2 vit bonde · c1 vit kung · f1 vit drottning · h1 vit torn | e8 svart torn · f8 svart torn · h8 svart kung · b7 svart bonde · c7 svart bonde · d7 svart löpare · h7 svart bonde · c6 svart drottning · g6 svart bonde · a5 svart bonde · d4 svart springare · b3 vit löpare · c3 vit bonde · e3 vit löpare · a2 vit bonde · b2 vit bonde · f2 vit bonde · g2 vit bonde · c1 vit kung · f1 vit drottning · h1 vit torn | 5 |
| 4 | e8 svart torn · f8 svart torn · h8 svart kung · b7 svart bonde · c7 svart bonde · d7 svart löpare · h7 svart bonde · c6 svart drottning · g6 svart bonde · a5 svart bonde · d4 svart springare · b3 vit löpare · c3 vit bonde · e3 vit löpare · a2 vit bonde · b2 vit bonde · f2 vit bonde · g2 vit bonde · c1 vit kung · f1 vit drottning · h1 vit torn | e8 svart torn · f8 svart torn · h8 svart kung · b7 svart bonde · c7 svart bonde · d7 svart löpare · h7 svart bonde · c6 svart drottning · g6 svart bonde · a5 svart bonde · d4 svart springare · b3 vit löpare · c3 vit bonde · e3 vit löpare · a2 vit bonde · b2 vit bonde · f2 vit bonde · g2 vit bonde · c1 vit kung · f1 vit drottning · h1 vit torn | e8 svart torn · f8 svart torn · h8 svart kung · b7 svart bonde · c7 svart bonde · d7 svart löpare · h7 svart bonde · c6 svart drottning · g6 svart bonde · a5 svart bonde · d4 svart springare · b3 vit löpare · c3 vit bonde · e3 vit löpare · a2 vit bonde · b2 vit bonde · f2 vit bonde · g2 vit bonde · c1 vit kung · f1 vit drottning · h1 vit torn | e8 svart torn · f8 svart torn · h8 svart kung · b7 svart bonde · c7 svart bonde · d7 svart löpare · h7 svart bonde · c6 svart drottning · g6 svart bonde · a5 svart bonde · d4 svart springare · b3 vit löpare · c3 vit bonde · e3 vit löpare · a2 vit bonde · b2 vit bonde · f2 vit bonde · g2 vit bonde · c1 vit kung · f1 vit drottning · h1 vit torn | e8 svart torn · f8 svart torn · h8 svart kung · b7 svart bonde · c7 svart bonde · d7 svart löpare · h7 svart bonde · c6 svart drottning · g6 svart bonde · a5 svart bonde · d4 svart springare · b3 vit löpare · c3 vit bonde · e3 vit löpare · a2 vit bonde · b2 vit bonde · f2 vit bonde · g2 vit bonde · c1 vit kung · f1 vit drottning · h1 vit torn | e8 svart torn · f8 svart torn · h8 svart kung · b7 svart bonde · c7 svart bonde · d7 svart löpare · h7 svart bonde · c6 svart drottning · g6 svart bonde · a5 svart bonde · d4 svart springare · b3 vit löpare · c3 vit bonde · e3 vit löpare · a2 vit bonde · b2 vit bonde · f2 vit bonde · g2 vit bonde · c1 vit kung · f1 vit drottning · h1 vit torn | e8 svart torn · f8 svart torn · h8 svart kung · b7 svart bonde · c7 svart bonde · d7 svart löpare · h7 svart bonde · c6 svart drottning · g6 svart bonde · a5 svart bonde · d4 svart springare · b3 vit löpare · c3 vit bonde · e3 vit löpare · a2 vit bonde · b2 vit bonde · f2 vit bonde · g2 vit bonde · c1 vit kung · f1 vit drottning · h1 vit torn | e8 svart torn · f8 svart torn · h8 svart kung · b7 svart bonde · c7 svart bonde · d7 svart löpare · h7 svart bonde · c6 svart drottning · g6 svart bonde · a5 svart bonde · d4 svart springare · b3 vit löpare · c3 vit bonde · e3 vit löpare · a2 vit bonde · b2 vit bonde · f2 vit bonde · g2 vit bonde · c1 vit kung · f1 vit drottning · h1 vit torn | 4 |
| 3 | e8 svart torn · f8 svart torn · h8 svart kung · b7 svart bonde · c7 svart bonde · d7 svart löpare · h7 svart bonde · c6 svart drottning · g6 svart bonde · a5 svart bonde · d4 svart springare · b3 vit löpare · c3 vit bonde · e3 vit löpare · a2 vit bonde · b2 vit bonde · f2 vit bonde · g2 vit bonde · c1 vit kung · f1 vit drottning · h1 vit torn | e8 svart torn · f8 svart torn · h8 svart kung · b7 svart bonde · c7 svart bonde · d7 svart löpare · h7 svart bonde · c6 svart drottning · g6 svart bonde · a5 svart bonde · d4 svart springare · b3 vit löpare · c3 vit bonde · e3 vit löpare · a2 vit bonde · b2 vit bonde · f2 vit bonde · g2 vit bonde · c1 vit kung · f1 vit drottning · h1 vit torn | e8 svart torn · f8 svart torn · h8 svart kung · b7 svart bonde · c7 svart bonde · d7 svart löpare · h7 svart bonde · c6 svart drottning · g6 svart bonde · a5 svart bonde · d4 svart springare · b3 vit löpare · c3 vit bonde · e3 vit löpare · a2 vit bonde · b2 vit bonde · f2 vit bonde · g2 vit bonde · c1 vit kung · f1 vit drottning · h1 vit torn | e8 svart torn · f8 svart torn · h8 svart kung · b7 svart bonde · c7 svart bonde · d7 svart löpare · h7 svart bonde · c6 svart drottning · g6 svart bonde · a5 svart bonde · d4 svart springare · b3 vit löpare · c3 vit bonde · e3 vit löpare · a2 vit bonde · b2 vit bonde · f2 vit bonde · g2 vit bonde · c1 vit kung · f1 vit drottning · h1 vit torn | e8 svart torn · f8 svart torn · h8 svart kung · b7 svart bonde · c7 svart bonde · d7 svart löpare · h7 svart bonde · c6 svart drottning · g6 svart bonde · a5 svart bonde · d4 svart springare · b3 vit löpare · c3 vit bonde · e3 vit löpare · a2 vit bonde · b2 vit bonde · f2 vit bonde · g2 vit bonde · c1 vit kung · f1 vit drottning · h1 vit torn | e8 svart torn · f8 svart torn · h8 svart kung · b7 svart bonde · c7 svart bonde · d7 svart löpare · h7 svart bonde · c6 svart drottning · g6 svart bonde · a5 svart bonde · d4 svart springare · b3 vit löpare · c3 vit bonde · e3 vit löpare · a2 vit bonde · b2 vit bonde · f2 vit bonde · g2 vit bonde · c1 vit kung · f1 vit drottning · h1 vit torn | e8 svart torn · f8 svart torn · h8 svart kung · b7 svart bonde · c7 svart bonde · d7 svart löpare · h7 svart bonde · c6 svart drottning · g6 svart bonde · a5 svart bonde · d4 svart springare · b3 vit löpare · c3 vit bonde · e3 vit löpare · a2 vit bonde · b2 vit bonde · f2 vit bonde · g2 vit bonde · c1 vit kung · f1 vit drottning · h1 vit torn | e8 svart torn · f8 svart torn · h8 svart kung · b7 svart bonde · c7 svart bonde · d7 svart löpare · h7 svart bonde · c6 svart drottning · g6 svart bonde · a5 svart bonde · d4 svart springare · b3 vit löpare · c3 vit bonde · e3 vit löpare · a2 vit bonde · b2 vit bonde · f2 vit bonde · g2 vit bonde · c1 vit kung · f1 vit drottning · h1 vit torn | 3 |
| 2 | e8 svart torn · f8 svart torn · h8 svart kung · b7 svart bonde · c7 svart bonde · d7 svart löpare · h7 svart bonde · c6 svart drottning · g6 svart bonde · a5 svart bonde · d4 svart springare · b3 vit löpare · c3 vit bonde · e3 vit löpare · a2 vit bonde · b2 vit bonde · f2 vit bonde · g2 vit bonde · c1 vit kung · f1 vit drottning · h1 vit torn | e8 svart torn · f8 svart torn · h8 svart kung · b7 svart bonde · c7 svart bonde · d7 svart löpare · h7 svart bonde · c6 svart drottning · g6 svart bonde · a5 svart bonde · d4 svart springare · b3 vit löpare · c3 vit bonde · e3 vit löpare · a2 vit bonde · b2 vit bonde · f2 vit bonde · g2 vit bonde · c1 vit kung · f1 vit drottning · h1 vit torn | e8 svart torn · f8 svart torn · h8 svart kung · b7 svart bonde · c7 svart bonde · d7 svart löpare · h7 svart bonde · c6 svart drottning · g6 svart bonde · a5 svart bonde · d4 svart springare · b3 vit löpare · c3 vit bonde · e3 vit löpare · a2 vit bonde · b2 vit bonde · f2 vit bonde · g2 vit bonde · c1 vit kung · f1 vit drottning · h1 vit torn | e8 svart torn · f8 svart torn · h8 svart kung · b7 svart bonde · c7 svart bonde · d7 svart löpare · h7 svart bonde · c6 svart drottning · g6 svart bonde · a5 svart bonde · d4 svart springare · b3 vit löpare · c3 vit bonde · e3 vit löpare · a2 vit bonde · b2 vit bonde · f2 vit bonde · g2 vit bonde · c1 vit kung · f1 vit drottning · h1 vit torn | e8 svart torn · f8 svart torn · h8 svart kung · b7 svart bonde · c7 svart bonde · d7 svart löpare · h7 svart bonde · c6 svart drottning · g6 svart bonde · a5 svart bonde · d4 svart springare · b3 vit löpare · c3 vit bonde · e3 vit löpare · a2 vit bonde · b2 vit bonde · f2 vit bonde · g2 vit bonde · c1 vit kung · f1 vit drottning · h1 vit torn | e8 svart torn · f8 svart torn · h8 svart kung · b7 svart bonde · c7 svart bonde · d7 svart löpare · h7 svart bonde · c6 svart drottning · g6 svart bonde · a5 svart bonde · d4 svart springare · b3 vit löpare · c3 vit bonde · e3 vit löpare · a2 vit bonde · b2 vit bonde · f2 vit bonde · g2 vit bonde · c1 vit kung · f1 vit drottning · h1 vit torn | e8 svart torn · f8 svart torn · h8 svart kung · b7 svart bonde · c7 svart bonde · d7 svart löpare · h7 svart bonde · c6 svart drottning · g6 svart bonde · a5 svart bonde · d4 svart springare · b3 vit löpare · c3 vit bonde · e3 vit löpare · a2 vit bonde · b2 vit bonde · f2 vit bonde · g2 vit bonde · c1 vit kung · f1 vit drottning · h1 vit torn | e8 svart torn · f8 svart torn · h8 svart kung · b7 svart bonde · c7 svart bonde · d7 svart löpare · h7 svart bonde · c6 svart drottning · g6 svart bonde · a5 svart bonde · d4 svart springare · b3 vit löpare · c3 vit bonde · e3 vit löpare · a2 vit bonde · b2 vit bonde · f2 vit bonde · g2 vit bonde · c1 vit kung · f1 vit drottning · h1 vit torn | 2 |
| 1 | e8 svart torn · f8 svart torn · h8 svart kung · b7 svart bonde · c7 svart bonde · d7 svart löpare · h7 svart bonde · c6 svart drottning · g6 svart bonde · a5 svart bonde · d4 svart springare · b3 vit löpare · c3 vit bonde · e3 vit löpare · a2 vit bonde · b2 vit bonde · f2 vit bonde · g2 vit bonde · c1 vit kung · f1 vit drottning · h1 vit torn | e8 svart torn · f8 svart torn · h8 svart kung · b7 svart bonde · c7 svart bonde · d7 svart löpare · h7 svart bonde · c6 svart drottning · g6 svart bonde · a5 svart bonde · d4 svart springare · b3 vit löpare · c3 vit bonde · e3 vit löpare · a2 vit bonde · b2 vit bonde · f2 vit bonde · g2 vit bonde · c1 vit kung · f1 vit drottning · h1 vit torn | e8 svart torn · f8 svart torn · h8 svart kung · b7 svart bonde · c7 svart bonde · d7 svart löpare · h7 svart bonde · c6 svart drottning · g6 svart bonde · a5 svart bonde · d4 svart springare · b3 vit löpare · c3 vit bonde · e3 vit löpare · a2 vit bonde · b2 vit bonde · f2 vit bonde · g2 vit bonde · c1 vit kung · f1 vit drottning · h1 vit torn | e8 svart torn · f8 svart torn · h8 svart kung · b7 svart bonde · c7 svart bonde · d7 svart löpare · h7 svart bonde · c6 svart drottning · g6 svart bonde · a5 svart bonde · d4 svart springare · b3 vit löpare · c3 vit bonde · e3 vit löpare · a2 vit bonde · b2 vit bonde · f2 vit bonde · g2 vit bonde · c1 vit kung · f1 vit drottning · h1 vit torn | e8 svart torn · f8 svart torn · h8 svart kung · b7 svart bonde · c7 svart bonde · d7 svart löpare · h7 svart bonde · c6 svart drottning · g6 svart bonde · a5 svart bonde · d4 svart springare · b3 vit löpare · c3 vit bonde · e3 vit löpare · a2 vit bonde · b2 vit bonde · f2 vit bonde · g2 vit bonde · c1 vit kung · f1 vit drottning · h1 vit torn | e8 svart torn · f8 svart torn · h8 svart kung · b7 svart bonde · c7 svart bonde · d7 svart löpare · h7 svart bonde · c6 svart drottning · g6 svart bonde · a5 svart bonde · d4 svart springare · b3 vit löpare · c3 vit bonde · e3 vit löpare · a2 vit bonde · b2 vit bonde · f2 vit bonde · g2 vit bonde · c1 vit kung · f1 vit drottning · h1 vit torn | e8 svart torn · f8 svart torn · h8 svart kung · b7 svart bonde · c7 svart bonde · d7 svart löpare · h7 svart bonde · c6 svart drottning · g6 svart bonde · a5 svart bonde · d4 svart springare · b3 vit löpare · c3 vit bonde · e3 vit löpare · a2 vit bonde · b2 vit bonde · f2 vit bonde · g2 vit bonde · c1 vit kung · f1 vit drottning · h1 vit torn | e8 svart torn · f8 svart torn · h8 svart kung · b7 svart bonde · c7 svart bonde · d7 svart löpare · h7 svart bonde · c6 svart drottning · g6 svart bonde · a5 svart bonde · d4 svart springare · b3 vit löpare · c3 vit bonde · e3 vit löpare · a2 vit bonde · b2 vit bonde · f2 vit bonde · g2 vit bonde · c1 vit kung · f1 vit drottning · h1 vit torn | 1 |
|   | a | b | c | d | e | f | g | h |   |

Ett av de mest kända partierna från matchen är det fjärde som var ett vackert angreppsparti av Steinitz. I diagramställningen har svart just slagit på d4 och väntade sig förmodligen 24.Lxd4+ Tf6 (som också ger vit en överlägsen ställning).
Men svarts kung är utsatt med de öppna diagonalerna och Steinitz hade förberett ett kungsangrepp som leder till forcerad matt.
24.Txh7+!! Kxh7 25.Dh1+ Kg7 26.Lh6+
Även 26.Dh6+ fungerar.
26...Kf6 27.Dh4+ Ke5 28.Dxd4+ uppgivet.
Det är matt efter 28...Kf5 29.g4#.
|   | a | b | c | d | e | f | g | h |   |
| 8 | a7 svart bonde · b7 svart bonde · e7 vit torn · h7 svart bonde · d6 vit löpare · e6 vit springare · f6 svart kung · g6 svart löpare · d5 vit bonde · f5 svart bonde · h4 svart bonde · a2 vit bonde · b2 vit bonde · d2 svart torn · e2 svart torn · h2 vit bonde · f1 vit torn · h1 vit kung | a7 svart bonde · b7 svart bonde · e7 vit torn · h7 svart bonde · d6 vit löpare · e6 vit springare · f6 svart kung · g6 svart löpare · d5 vit bonde · f5 svart bonde · h4 svart bonde · a2 vit bonde · b2 vit bonde · d2 svart torn · e2 svart torn · h2 vit bonde · f1 vit torn · h1 vit kung | a7 svart bonde · b7 svart bonde · e7 vit torn · h7 svart bonde · d6 vit löpare · e6 vit springare · f6 svart kung · g6 svart löpare · d5 vit bonde · f5 svart bonde · h4 svart bonde · a2 vit bonde · b2 vit bonde · d2 svart torn · e2 svart torn · h2 vit bonde · f1 vit torn · h1 vit kung | a7 svart bonde · b7 svart bonde · e7 vit torn · h7 svart bonde · d6 vit löpare · e6 vit springare · f6 svart kung · g6 svart löpare · d5 vit bonde · f5 svart bonde · h4 svart bonde · a2 vit bonde · b2 vit bonde · d2 svart torn · e2 svart torn · h2 vit bonde · f1 vit torn · h1 vit kung | a7 svart bonde · b7 svart bonde · e7 vit torn · h7 svart bonde · d6 vit löpare · e6 vit springare · f6 svart kung · g6 svart löpare · d5 vit bonde · f5 svart bonde · h4 svart bonde · a2 vit bonde · b2 vit bonde · d2 svart torn · e2 svart torn · h2 vit bonde · f1 vit torn · h1 vit kung | a7 svart bonde · b7 svart bonde · e7 vit torn · h7 svart bonde · d6 vit löpare · e6 vit springare · f6 svart kung · g6 svart löpare · d5 vit bonde · f5 svart bonde · h4 svart bonde · a2 vit bonde · b2 vit bonde · d2 svart torn · e2 svart torn · h2 vit bonde · f1 vit torn · h1 vit kung | a7 svart bonde · b7 svart bonde · e7 vit torn · h7 svart bonde · d6 vit löpare · e6 vit springare · f6 svart kung · g6 svart löpare · d5 vit bonde · f5 svart bonde · h4 svart bonde · a2 vit bonde · b2 vit bonde · d2 svart torn · e2 svart torn · h2 vit bonde · f1 vit torn · h1 vit kung | a7 svart bonde · b7 svart bonde · e7 vit torn · h7 svart bonde · d6 vit löpare · e6 vit springare · f6 svart kung · g6 svart löpare · d5 vit bonde · f5 svart bonde · h4 svart bonde · a2 vit bonde · b2 vit bonde · d2 svart torn · e2 svart torn · h2 vit bonde · f1 vit torn · h1 vit kung | 8 |
| 7 | a7 svart bonde · b7 svart bonde · e7 vit torn · h7 svart bonde · d6 vit löpare · e6 vit springare · f6 svart kung · g6 svart löpare · d5 vit bonde · f5 svart bonde · h4 svart bonde · a2 vit bonde · b2 vit bonde · d2 svart torn · e2 svart torn · h2 vit bonde · f1 vit torn · h1 vit kung | a7 svart bonde · b7 svart bonde · e7 vit torn · h7 svart bonde · d6 vit löpare · e6 vit springare · f6 svart kung · g6 svart löpare · d5 vit bonde · f5 svart bonde · h4 svart bonde · a2 vit bonde · b2 vit bonde · d2 svart torn · e2 svart torn · h2 vit bonde · f1 vit torn · h1 vit kung | a7 svart bonde · b7 svart bonde · e7 vit torn · h7 svart bonde · d6 vit löpare · e6 vit springare · f6 svart kung · g6 svart löpare · d5 vit bonde · f5 svart bonde · h4 svart bonde · a2 vit bonde · b2 vit bonde · d2 svart torn · e2 svart torn · h2 vit bonde · f1 vit torn · h1 vit kung | a7 svart bonde · b7 svart bonde · e7 vit torn · h7 svart bonde · d6 vit löpare · e6 vit springare · f6 svart kung · g6 svart löpare · d5 vit bonde · f5 svart bonde · h4 svart bonde · a2 vit bonde · b2 vit bonde · d2 svart torn · e2 svart torn · h2 vit bonde · f1 vit torn · h1 vit kung | a7 svart bonde · b7 svart bonde · e7 vit torn · h7 svart bonde · d6 vit löpare · e6 vit springare · f6 svart kung · g6 svart löpare · d5 vit bonde · f5 svart bonde · h4 svart bonde · a2 vit bonde · b2 vit bonde · d2 svart torn · e2 svart torn · h2 vit bonde · f1 vit torn · h1 vit kung | a7 svart bonde · b7 svart bonde · e7 vit torn · h7 svart bonde · d6 vit löpare · e6 vit springare · f6 svart kung · g6 svart löpare · d5 vit bonde · f5 svart bonde · h4 svart bonde · a2 vit bonde · b2 vit bonde · d2 svart torn · e2 svart torn · h2 vit bonde · f1 vit torn · h1 vit kung | a7 svart bonde · b7 svart bonde · e7 vit torn · h7 svart bonde · d6 vit löpare · e6 vit springare · f6 svart kung · g6 svart löpare · d5 vit bonde · f5 svart bonde · h4 svart bonde · a2 vit bonde · b2 vit bonde · d2 svart torn · e2 svart torn · h2 vit bonde · f1 vit torn · h1 vit kung | a7 svart bonde · b7 svart bonde · e7 vit torn · h7 svart bonde · d6 vit löpare · e6 vit springare · f6 svart kung · g6 svart löpare · d5 vit bonde · f5 svart bonde · h4 svart bonde · a2 vit bonde · b2 vit bonde · d2 svart torn · e2 svart torn · h2 vit bonde · f1 vit torn · h1 vit kung | 7 |
| 6 | a7 svart bonde · b7 svart bonde · e7 vit torn · h7 svart bonde · d6 vit löpare · e6 vit springare · f6 svart kung · g6 svart löpare · d5 vit bonde · f5 svart bonde · h4 svart bonde · a2 vit bonde · b2 vit bonde · d2 svart torn · e2 svart torn · h2 vit bonde · f1 vit torn · h1 vit kung | a7 svart bonde · b7 svart bonde · e7 vit torn · h7 svart bonde · d6 vit löpare · e6 vit springare · f6 svart kung · g6 svart löpare · d5 vit bonde · f5 svart bonde · h4 svart bonde · a2 vit bonde · b2 vit bonde · d2 svart torn · e2 svart torn · h2 vit bonde · f1 vit torn · h1 vit kung | a7 svart bonde · b7 svart bonde · e7 vit torn · h7 svart bonde · d6 vit löpare · e6 vit springare · f6 svart kung · g6 svart löpare · d5 vit bonde · f5 svart bonde · h4 svart bonde · a2 vit bonde · b2 vit bonde · d2 svart torn · e2 svart torn · h2 vit bonde · f1 vit torn · h1 vit kung | a7 svart bonde · b7 svart bonde · e7 vit torn · h7 svart bonde · d6 vit löpare · e6 vit springare · f6 svart kung · g6 svart löpare · d5 vit bonde · f5 svart bonde · h4 svart bonde · a2 vit bonde · b2 vit bonde · d2 svart torn · e2 svart torn · h2 vit bonde · f1 vit torn · h1 vit kung | a7 svart bonde · b7 svart bonde · e7 vit torn · h7 svart bonde · d6 vit löpare · e6 vit springare · f6 svart kung · g6 svart löpare · d5 vit bonde · f5 svart bonde · h4 svart bonde · a2 vit bonde · b2 vit bonde · d2 svart torn · e2 svart torn · h2 vit bonde · f1 vit torn · h1 vit kung | a7 svart bonde · b7 svart bonde · e7 vit torn · h7 svart bonde · d6 vit löpare · e6 vit springare · f6 svart kung · g6 svart löpare · d5 vit bonde · f5 svart bonde · h4 svart bonde · a2 vit bonde · b2 vit bonde · d2 svart torn · e2 svart torn · h2 vit bonde · f1 vit torn · h1 vit kung | a7 svart bonde · b7 svart bonde · e7 vit torn · h7 svart bonde · d6 vit löpare · e6 vit springare · f6 svart kung · g6 svart löpare · d5 vit bonde · f5 svart bonde · h4 svart bonde · a2 vit bonde · b2 vit bonde · d2 svart torn · e2 svart torn · h2 vit bonde · f1 vit torn · h1 vit kung | a7 svart bonde · b7 svart bonde · e7 vit torn · h7 svart bonde · d6 vit löpare · e6 vit springare · f6 svart kung · g6 svart löpare · d5 vit bonde · f5 svart bonde · h4 svart bonde · a2 vit bonde · b2 vit bonde · d2 svart torn · e2 svart torn · h2 vit bonde · f1 vit torn · h1 vit kung | 6 |
| 5 | a7 svart bonde · b7 svart bonde · e7 vit torn · h7 svart bonde · d6 vit löpare · e6 vit springare · f6 svart kung · g6 svart löpare · d5 vit bonde · f5 svart bonde · h4 svart bonde · a2 vit bonde · b2 vit bonde · d2 svart torn · e2 svart torn · h2 vit bonde · f1 vit torn · h1 vit kung | a7 svart bonde · b7 svart bonde · e7 vit torn · h7 svart bonde · d6 vit löpare · e6 vit springare · f6 svart kung · g6 svart löpare · d5 vit bonde · f5 svart bonde · h4 svart bonde · a2 vit bonde · b2 vit bonde · d2 svart torn · e2 svart torn · h2 vit bonde · f1 vit torn · h1 vit kung | a7 svart bonde · b7 svart bonde · e7 vit torn · h7 svart bonde · d6 vit löpare · e6 vit springare · f6 svart kung · g6 svart löpare · d5 vit bonde · f5 svart bonde · h4 svart bonde · a2 vit bonde · b2 vit bonde · d2 svart torn · e2 svart torn · h2 vit bonde · f1 vit torn · h1 vit kung | a7 svart bonde · b7 svart bonde · e7 vit torn · h7 svart bonde · d6 vit löpare · e6 vit springare · f6 svart kung · g6 svart löpare · d5 vit bonde · f5 svart bonde · h4 svart bonde · a2 vit bonde · b2 vit bonde · d2 svart torn · e2 svart torn · h2 vit bonde · f1 vit torn · h1 vit kung | a7 svart bonde · b7 svart bonde · e7 vit torn · h7 svart bonde · d6 vit löpare · e6 vit springare · f6 svart kung · g6 svart löpare · d5 vit bonde · f5 svart bonde · h4 svart bonde · a2 vit bonde · b2 vit bonde · d2 svart torn · e2 svart torn · h2 vit bonde · f1 vit torn · h1 vit kung | a7 svart bonde · b7 svart bonde · e7 vit torn · h7 svart bonde · d6 vit löpare · e6 vit springare · f6 svart kung · g6 svart löpare · d5 vit bonde · f5 svart bonde · h4 svart bonde · a2 vit bonde · b2 vit bonde · d2 svart torn · e2 svart torn · h2 vit bonde · f1 vit torn · h1 vit kung | a7 svart bonde · b7 svart bonde · e7 vit torn · h7 svart bonde · d6 vit löpare · e6 vit springare · f6 svart kung · g6 svart löpare · d5 vit bonde · f5 svart bonde · h4 svart bonde · a2 vit bonde · b2 vit bonde · d2 svart torn · e2 svart torn · h2 vit bonde · f1 vit torn · h1 vit kung | a7 svart bonde · b7 svart bonde · e7 vit torn · h7 svart bonde · d6 vit löpare · e6 vit springare · f6 svart kung · g6 svart löpare · d5 vit bonde · f5 svart bonde · h4 svart bonde · a2 vit bonde · b2 vit bonde · d2 svart torn · e2 svart torn · h2 vit bonde · f1 vit torn · h1 vit kung | 5 |
| 4 | a7 svart bonde · b7 svart bonde · e7 vit torn · h7 svart bonde · d6 vit löpare · e6 vit springare · f6 svart kung · g6 svart löpare · d5 vit bonde · f5 svart bonde · h4 svart bonde · a2 vit bonde · b2 vit bonde · d2 svart torn · e2 svart torn · h2 vit bonde · f1 vit torn · h1 vit kung | a7 svart bonde · b7 svart bonde · e7 vit torn · h7 svart bonde · d6 vit löpare · e6 vit springare · f6 svart kung · g6 svart löpare · d5 vit bonde · f5 svart bonde · h4 svart bonde · a2 vit bonde · b2 vit bonde · d2 svart torn · e2 svart torn · h2 vit bonde · f1 vit torn · h1 vit kung | a7 svart bonde · b7 svart bonde · e7 vit torn · h7 svart bonde · d6 vit löpare · e6 vit springare · f6 svart kung · g6 svart löpare · d5 vit bonde · f5 svart bonde · h4 svart bonde · a2 vit bonde · b2 vit bonde · d2 svart torn · e2 svart torn · h2 vit bonde · f1 vit torn · h1 vit kung | a7 svart bonde · b7 svart bonde · e7 vit torn · h7 svart bonde · d6 vit löpare · e6 vit springare · f6 svart kung · g6 svart löpare · d5 vit bonde · f5 svart bonde · h4 svart bonde · a2 vit bonde · b2 vit bonde · d2 svart torn · e2 svart torn · h2 vit bonde · f1 vit torn · h1 vit kung | a7 svart bonde · b7 svart bonde · e7 vit torn · h7 svart bonde · d6 vit löpare · e6 vit springare · f6 svart kung · g6 svart löpare · d5 vit bonde · f5 svart bonde · h4 svart bonde · a2 vit bonde · b2 vit bonde · d2 svart torn · e2 svart torn · h2 vit bonde · f1 vit torn · h1 vit kung | a7 svart bonde · b7 svart bonde · e7 vit torn · h7 svart bonde · d6 vit löpare · e6 vit springare · f6 svart kung · g6 svart löpare · d5 vit bonde · f5 svart bonde · h4 svart bonde · a2 vit bonde · b2 vit bonde · d2 svart torn · e2 svart torn · h2 vit bonde · f1 vit torn · h1 vit kung | a7 svart bonde · b7 svart bonde · e7 vit torn · h7 svart bonde · d6 vit löpare · e6 vit springare · f6 svart kung · g6 svart löpare · d5 vit bonde · f5 svart bonde · h4 svart bonde · a2 vit bonde · b2 vit bonde · d2 svart torn · e2 svart torn · h2 vit bonde · f1 vit torn · h1 vit kung | a7 svart bonde · b7 svart bonde · e7 vit torn · h7 svart bonde · d6 vit löpare · e6 vit springare · f6 svart kung · g6 svart löpare · d5 vit bonde · f5 svart bonde · h4 svart bonde · a2 vit bonde · b2 vit bonde · d2 svart torn · e2 svart torn · h2 vit bonde · f1 vit torn · h1 vit kung | 4 |
| 3 | a7 svart bonde · b7 svart bonde · e7 vit torn · h7 svart bonde · d6 vit löpare · e6 vit springare · f6 svart kung · g6 svart löpare · d5 vit bonde · f5 svart bonde · h4 svart bonde · a2 vit bonde · b2 vit bonde · d2 svart torn · e2 svart torn · h2 vit bonde · f1 vit torn · h1 vit kung | a7 svart bonde · b7 svart bonde · e7 vit torn · h7 svart bonde · d6 vit löpare · e6 vit springare · f6 svart kung · g6 svart löpare · d5 vit bonde · f5 svart bonde · h4 svart bonde · a2 vit bonde · b2 vit bonde · d2 svart torn · e2 svart torn · h2 vit bonde · f1 vit torn · h1 vit kung | a7 svart bonde · b7 svart bonde · e7 vit torn · h7 svart bonde · d6 vit löpare · e6 vit springare · f6 svart kung · g6 svart löpare · d5 vit bonde · f5 svart bonde · h4 svart bonde · a2 vit bonde · b2 vit bonde · d2 svart torn · e2 svart torn · h2 vit bonde · f1 vit torn · h1 vit kung | a7 svart bonde · b7 svart bonde · e7 vit torn · h7 svart bonde · d6 vit löpare · e6 vit springare · f6 svart kung · g6 svart löpare · d5 vit bonde · f5 svart bonde · h4 svart bonde · a2 vit bonde · b2 vit bonde · d2 svart torn · e2 svart torn · h2 vit bonde · f1 vit torn · h1 vit kung | a7 svart bonde · b7 svart bonde · e7 vit torn · h7 svart bonde · d6 vit löpare · e6 vit springare · f6 svart kung · g6 svart löpare · d5 vit bonde · f5 svart bonde · h4 svart bonde · a2 vit bonde · b2 vit bonde · d2 svart torn · e2 svart torn · h2 vit bonde · f1 vit torn · h1 vit kung | a7 svart bonde · b7 svart bonde · e7 vit torn · h7 svart bonde · d6 vit löpare · e6 vit springare · f6 svart kung · g6 svart löpare · d5 vit bonde · f5 svart bonde · h4 svart bonde · a2 vit bonde · b2 vit bonde · d2 svart torn · e2 svart torn · h2 vit bonde · f1 vit torn · h1 vit kung | a7 svart bonde · b7 svart bonde · e7 vit torn · h7 svart bonde · d6 vit löpare · e6 vit springare · f6 svart kung · g6 svart löpare · d5 vit bonde · f5 svart bonde · h4 svart bonde · a2 vit bonde · b2 vit bonde · d2 svart torn · e2 svart torn · h2 vit bonde · f1 vit torn · h1 vit kung | a7 svart bonde · b7 svart bonde · e7 vit torn · h7 svart bonde · d6 vit löpare · e6 vit springare · f6 svart kung · g6 svart löpare · d5 vit bonde · f5 svart bonde · h4 svart bonde · a2 vit bonde · b2 vit bonde · d2 svart torn · e2 svart torn · h2 vit bonde · f1 vit torn · h1 vit kung | 3 |
| 2 | a7 svart bonde · b7 svart bonde · e7 vit torn · h7 svart bonde · d6 vit löpare · e6 vit springare · f6 svart kung · g6 svart löpare · d5 vit bonde · f5 svart bonde · h4 svart bonde · a2 vit bonde · b2 vit bonde · d2 svart torn · e2 svart torn · h2 vit bonde · f1 vit torn · h1 vit kung | a7 svart bonde · b7 svart bonde · e7 vit torn · h7 svart bonde · d6 vit löpare · e6 vit springare · f6 svart kung · g6 svart löpare · d5 vit bonde · f5 svart bonde · h4 svart bonde · a2 vit bonde · b2 vit bonde · d2 svart torn · e2 svart torn · h2 vit bonde · f1 vit torn · h1 vit kung | a7 svart bonde · b7 svart bonde · e7 vit torn · h7 svart bonde · d6 vit löpare · e6 vit springare · f6 svart kung · g6 svart löpare · d5 vit bonde · f5 svart bonde · h4 svart bonde · a2 vit bonde · b2 vit bonde · d2 svart torn · e2 svart torn · h2 vit bonde · f1 vit torn · h1 vit kung | a7 svart bonde · b7 svart bonde · e7 vit torn · h7 svart bonde · d6 vit löpare · e6 vit springare · f6 svart kung · g6 svart löpare · d5 vit bonde · f5 svart bonde · h4 svart bonde · a2 vit bonde · b2 vit bonde · d2 svart torn · e2 svart torn · h2 vit bonde · f1 vit torn · h1 vit kung | a7 svart bonde · b7 svart bonde · e7 vit torn · h7 svart bonde · d6 vit löpare · e6 vit springare · f6 svart kung · g6 svart löpare · d5 vit bonde · f5 svart bonde · h4 svart bonde · a2 vit bonde · b2 vit bonde · d2 svart torn · e2 svart torn · h2 vit bonde · f1 vit torn · h1 vit kung | a7 svart bonde · b7 svart bonde · e7 vit torn · h7 svart bonde · d6 vit löpare · e6 vit springare · f6 svart kung · g6 svart löpare · d5 vit bonde · f5 svart bonde · h4 svart bonde · a2 vit bonde · b2 vit bonde · d2 svart torn · e2 svart torn · h2 vit bonde · f1 vit torn · h1 vit kung | a7 svart bonde · b7 svart bonde · e7 vit torn · h7 svart bonde · d6 vit löpare · e6 vit springare · f6 svart kung · g6 svart löpare · d5 vit bonde · f5 svart bonde · h4 svart bonde · a2 vit bonde · b2 vit bonde · d2 svart torn · e2 svart torn · h2 vit bonde · f1 vit torn · h1 vit kung | a7 svart bonde · b7 svart bonde · e7 vit torn · h7 svart bonde · d6 vit löpare · e6 vit springare · f6 svart kung · g6 svart löpare · d5 vit bonde · f5 svart bonde · h4 svart bonde · a2 vit bonde · b2 vit bonde · d2 svart torn · e2 svart torn · h2 vit bonde · f1 vit torn · h1 vit kung | 2 |
| 1 | a7 svart bonde · b7 svart bonde · e7 vit torn · h7 svart bonde · d6 vit löpare · e6 vit springare · f6 svart kung · g6 svart löpare · d5 vit bonde · f5 svart bonde · h4 svart bonde · a2 vit bonde · b2 vit bonde · d2 svart torn · e2 svart torn · h2 vit bonde · f1 vit torn · h1 vit kung | a7 svart bonde · b7 svart bonde · e7 vit torn · h7 svart bonde · d6 vit löpare · e6 vit springare · f6 svart kung · g6 svart löpare · d5 vit bonde · f5 svart bonde · h4 svart bonde · a2 vit bonde · b2 vit bonde · d2 svart torn · e2 svart torn · h2 vit bonde · f1 vit torn · h1 vit kung | a7 svart bonde · b7 svart bonde · e7 vit torn · h7 svart bonde · d6 vit löpare · e6 vit springare · f6 svart kung · g6 svart löpare · d5 vit bonde · f5 svart bonde · h4 svart bonde · a2 vit bonde · b2 vit bonde · d2 svart torn · e2 svart torn · h2 vit bonde · f1 vit torn · h1 vit kung | a7 svart bonde · b7 svart bonde · e7 vit torn · h7 svart bonde · d6 vit löpare · e6 vit springare · f6 svart kung · g6 svart löpare · d5 vit bonde · f5 svart bonde · h4 svart bonde · a2 vit bonde · b2 vit bonde · d2 svart torn · e2 svart torn · h2 vit bonde · f1 vit torn · h1 vit kung | a7 svart bonde · b7 svart bonde · e7 vit torn · h7 svart bonde · d6 vit löpare · e6 vit springare · f6 svart kung · g6 svart löpare · d5 vit bonde · f5 svart bonde · h4 svart bonde · a2 vit bonde · b2 vit bonde · d2 svart torn · e2 svart torn · h2 vit bonde · f1 vit torn · h1 vit kung | a7 svart bonde · b7 svart bonde · e7 vit torn · h7 svart bonde · d6 vit löpare · e6 vit springare · f6 svart kung · g6 svart löpare · d5 vit bonde · f5 svart bonde · h4 svart bonde · a2 vit bonde · b2 vit bonde · d2 svart torn · e2 svart torn · h2 vit bonde · f1 vit torn · h1 vit kung | a7 svart bonde · b7 svart bonde · e7 vit torn · h7 svart bonde · d6 vit löpare · e6 vit springare · f6 svart kung · g6 svart löpare · d5 vit bonde · f5 svart bonde · h4 svart bonde · a2 vit bonde · b2 vit bonde · d2 svart torn · e2 svart torn · h2 vit bonde · f1 vit torn · h1 vit kung | a7 svart bonde · b7 svart bonde · e7 vit torn · h7 svart bonde · d6 vit löpare · e6 vit springare · f6 svart kung · g6 svart löpare · d5 vit bonde · f5 svart bonde · h4 svart bonde · a2 vit bonde · b2 vit bonde · d2 svart torn · e2 svart torn · h2 vit bonde · f1 vit torn · h1 vit kung | 1 |
|   | a | b | c | d | e | f | g | h |   |

I det sista partiet i matchen vann Tjigorin pjäs och hade en klar vinstställning och chansen att utjämna matchen. I stället gjorde han ett grovt, svårförklarligt misstag i diagramställningen. Partiet slutade 32.Lb4?? Txh2+ uppgivet. Vit är matt efter 33.Kg1 Tdg2#.